# Niger (rivier)

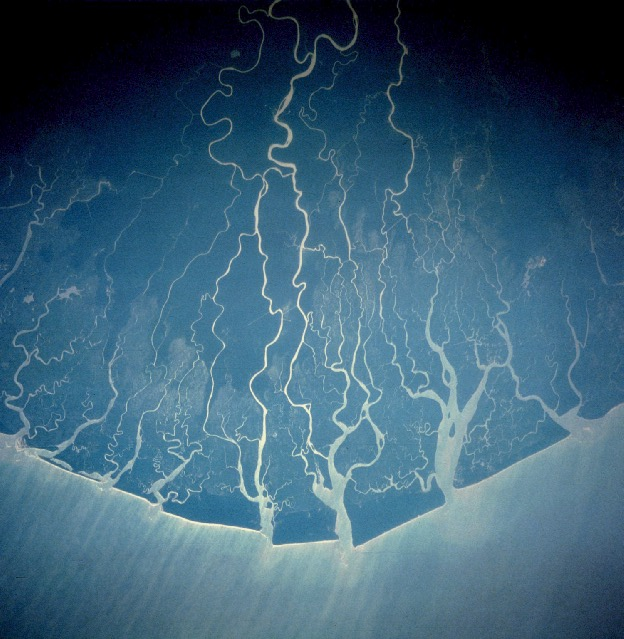
De Nigerdelta vanuit de ruimte

De Niger is de belangrijkste rivier van West-Afrika met een lengte van ongeveer 4160 kilometer. De rivier loopt in een halve-maanvorm door Guinee, Mali, Niger, Benin en Nigeria. De rivier mondt uit via een grote delta in de Golf van Guinee. De Niger is de op twee na langste rivier in Afrika. Alleen de Nijl en de Kongo zijn langer.

## Geografie
De Niger is tussen 4160 en 4184 km lang (afhankelijk van de geraadpleegde bron). Het stroomgebied bedraagt tussen 1.900.000 en 2.262.000 km². Aan de monding heeft de rivier een debiet van 6.000 m³/s. De grootste steden langs de Niger zijn Bamako (Mali), Niamey (Niger) en Onitsha (Nigeria).

### Loop van de rivier
De Niger heeft een zeer ongebruikelijke loop, namelijk in de vorm van een halve maan. Deze loop hield Europese geografen meer dan twee millennia bezig. De rivier ontspringt ongeveer 250 kilometer ten oosten van de Atlantische Oceaan in het Lomagebergte in Guinee bij de grens met Sierra Leone. De rivier stroomt in noordoostelijke richting van de kust af de Saharawoestijn in. De rivier maakt dan een boog door Mali, draait vervolgens scherp naar rechts en mondt in Nigeria in de Golf van Guinee uit.
Een verklaring voor de vreemde loop is dat de Niger waarschijnlijk bestaat uit twee oudere rivieren die een geheel zijn gaan vormen. De Boven-Niger van de bron langs de handelsstad Timboektoe tot aan de bocht in de rivier mondde ooit uit in een nu niet meer bestaand meer. Tussen Mopti en Timboektoe vormt de rivier nu een binnendelta in een overstromingsgebied van 40.000 km². De Niger verliest daar 25 tot 50% van zijn debiet, voornamelijk ten gevolge van verdamping. De Beneden-Niger begon in heuvels nabij het meer en stroomde naar het zuiden naar de Golf van Guinee. Toen de Sahara tussen 4000 en 1000 voor Christus opdroogde veranderden de twee rivieren hun koers en raakten met elkaar verbonden. Deze theorie wordt algemeen geaccepteerd, maar door sommige geografen betwist.

### Zijrivieren
Zijrivieren in de bovenloop in Guinee zijn de Mafou, Niandan, Milo en Sankarani op de rechteroever en de Tinkisso op de linkeroever.
De belangrijkste zijrivier op de rechteroever is de Bani, die in Mali in de Niger stroomt. Onder Jebba in Nigeria stroomt de Kaduna in de Niger.
De belangrijkste zijrivier qua debiet is de Benue, die in Kameroen ontspringt en in Nigeria op de linkeroever in de Niger uitmondt. Het debiet van de Benue is groter dan dit van de Niger stroomopwaarts.

### Hydrologie
Op de bovenloop van de Niger heeft de rivier zijn hoogste peil in juni en zijn laagste peil in december. Op het middelste deel van de loop zijn er twee periodes met hoog water: tussen juli en oktober en vanaf december. Het laagste peil wordt bereikt in mei en juni. In de benedenloop na de samenvloeiing met de Benue is er maar een periode met hoog peil, vanaf mei of juni.

## Geschiedenis
De Romeinen dachten dat het riviergedeelte bij de tegenwoordige plaats Timboektoe (Tombouctou) een gedeelte van de Nijl was. Europese ontdekkingsreizigers in de 17e eeuw dachten dat de rivier vanaf hier westwaarts liep en in de rivier de Sénégal uitmondde. De echte loop was wel bekend bij de lokale bewoners maar pas in 1796 stelde de Schotse ontdekkingsreiziger Mungo Park bij Ségou vast dat de Niger oostwaarts stroomt. In 1806 verdronk Park in de Niger in een poging om per boot de rivier tot de monding af te varen. In 1830 slaagden John en Richard Lander erin de Niger tot de monding af te varen.
Tussen de 13e en de 16e eeuw ontstonden de koninkrijken Mali en Songhai langs de oevers van de Niger.

## Natuur
De Niger stroomt door een erg gevarieerd landschap. Bij de bron stroomt de rivier langs het hoogland Fouta Djalon langs kale rotsen en vegetatie die bestaat uit zegge. Stroomafwaarts gaat het door savanne. Onder Onitsha stroomt de benedenloop door tropisch regenwoud en de Nigerdelta bestaat uit mangrovebossen.
De Niger is rijk aan vissen, voornamelijk meerval, karper en nijlbaars. In en langs de rivier leven nijlpaarden en drie soorten krokodillen.

## Economie

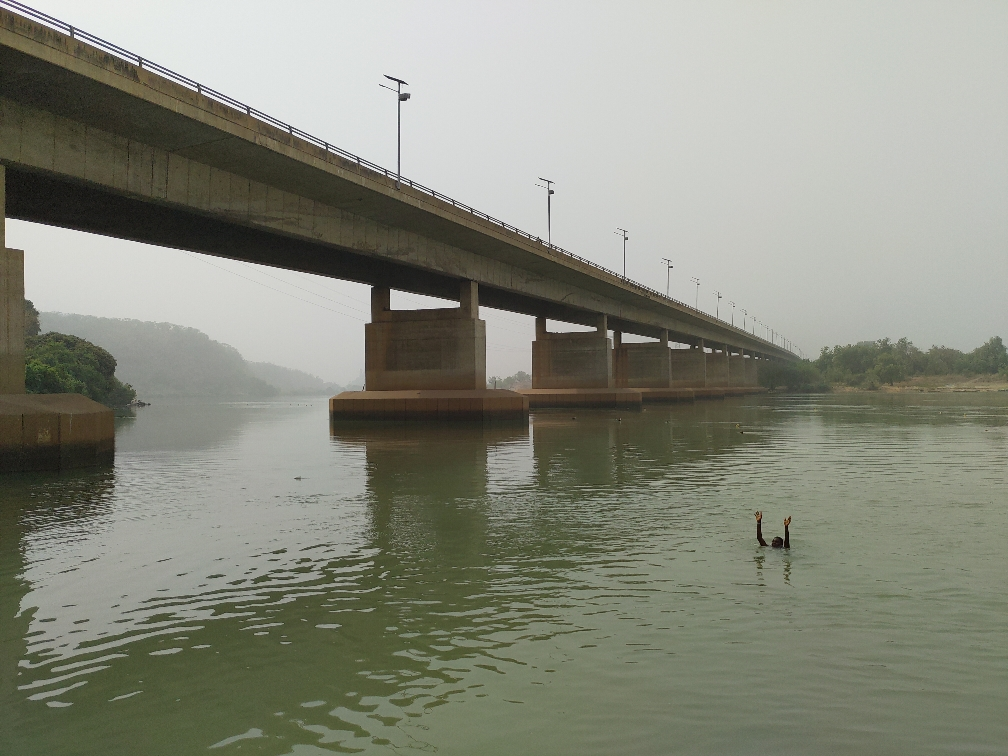
Brug over de Niger bij Jebba

Visvangst op de Niger is een belangrijke economische activiteit. In de Nigerdelta werd deze activiteit wel een tijdlang verstoord door de verontreiniging veroorzaakt door de oliewinning.
De rivier wordt ook gebruikt voor irrigatie. Al in de koloniale tijd werden stuwmeren en kanalen hiertoe aangelegd. Zo konden rijst, suikerriet, katoen en groenten worden verbouwd. Door de toegenomen waterafname op de Niger en de Benue is het debiet van deze rivieren structureel verminderd.
Daarnaast wordt de Niger gebruikt voor het opwekken van elektriciteit. Er zijn stuwmeren op de Niger in Guinee (Fomi), Mali (Sotuba, Markala, Taoussa), Niger (Kandadji) en Nigeria (Kainji, Jebba).

### Scheepvaart
Beneden Bamako in Mali kent de Niger een groot verval van 300 meter over een afstand van 60 km, waardoor de rivier hier onbevaarbaar is. Hier lagen in het verleden stroomversnellingen en nu het stuwmeer van Markala. Vanaf Koulikoro, het eindpunt van de spoorlijn Dakar - Niger, is de rivier wel bevaarbaar over een afstand van 1.600 km. Tot Ansongo is scheepvaart mogelijk bij hoog water met kleinere boten. Stroomafwaarts zijn er stroomversnellingen die alle scheepvaart onmogelijk maken. Vanaf Labbezanga in Mali bij de grens met Niger is de rivier opnieuw bevaarbaar. Tot Onitsha is scheepvaart op dit traject is enkel mogelijk bij hoge waterstand in het regenseizoen. Verderop is scheepvaart met grote schepen het hele jaar rond mogelijk. In de Nigerdelta zijn verschillende scheepvaartkanalen. Tot het begin van de 20e eeuw was de Nun het belangrijkst, daarna de Forcados en vanaf 1964 de Escravos.

## Beheer
De rivier wordt gebruikt door irrigatie, scheepvaart en voor het opwekken van elektriciteit. Omdat de rivier transnationaal is, werd al in 1932 het Office du Niger opgericht. In de jaren 1960 werd de Commission du Fleuve Niger opgericht, tussen de verschillende onafhankelijke staten. Deze commissie werd in 1980 opgevolgd door de Autorité du Bassin du Niger of Niger Basin Authority (ABN of NBA), een internationaal samenwerkingsverband tussen negen landen voor het beheer van de Niger. Het gaat om Benin, Burkina Faso, Guinee, Ivoorkust, Kameroen, Mali, Niger, Nigeria en Tsjaad.